# 1972년 대한민국의 영화 목록
다음은 1972년에 개봉됐던 대한민국의 영화 목록이다.

## 목록
- 《0시》
- 《54번가의 마담》
- 《갑돌이와 갑순이》
- 《갯벌 속의 여자》
- 《결혼 반지》
- 《경복궁의 여인들》
- 《관계》
- 《궁녀》
- 《기로》
- 《나》
- 《낙도의 무지개》
- 《내 딸아 울지마라》
- 《늑대와 고양이들》
- 《돌아갈 수 없는 고향》
- 《동경의 호랑이》
- 《동업자》
- 《동창생》
- 《둘째 어머니》
- 《딸만 셋이요》
- 《리칭의 여선생》
- 《맹인 대협객》
- 《멋진 인생》
- 《며느리》
- 《명동 삼국지》
- 《명동 잔혹사》
- 《모범운전사 갑순이》
- 《목소리》
- 《무녀도》
- 《무릎 꿇고 빌련다》
- 《미움이 변하여》
- 《미워도 안녕》
- 《밀녀》
- 《밤길》
- 《방자와 향단이》
- 《벽속의 남자》
- 《별난 장군》
- 《별이 빛나는 밤에》
- 《봄, 여름, 가을 그리고 겨울》
- 《분노의 세얼굴》
- 《불장난》
- 《사랑하는 아들 딸아》
- 《사랑하는 아들의 심판》
- 《삼국대협》
- 《새남터의 북소리》
- 《석화촌》
- 《설야의 여곡성》
- 《소장수》
- 《슬픈 꽃잎이 질 때》
- 《신풍협객》
- 《아내여 미안하다》
- 《아들 딸 찾아 천리길》
- 《아름다운 팔도강산》
- 《아빠라 부르는 여인》
- 《약한 자여》
- 《어디로 가야하나》
- 《어머니 왜 나를 낳으셨나요》
- 《어머님 울지마세요》
- 《여고시절》
- 《여당수》
- 《옥녀의 한》
- 《우리의 팔도강산》
- 《웃고 사는 박서방》
- 《유령소동》
- 《유정 30년》
- 《의사 안중근》
- 《이 밤이여 영원히》
- 《이 생명 다시 한번》
- 《이별의 길》
- 《인생 우등생》
- 《인생은 나그네길》
- 《인왕산 호랑이》
- 《일대일》
- 《작별》
- 《작은 꿈이 꽃필 때》
- 《작크를 채워라》
- 《잘 살아다오 내 딸들아》
- 《정과 정 사이에》
- 《쥐띠부인》
- 《지프》
- 《집을 나온 여자》
- 《철인》
- 《청춘 교사》
- 《충녀》
- 《친구》
- 《토요일 오후》
- 《판사부인》
- 《평양 폭격대》
- 《풍사만의 노도》
- 《해 달 별 그리고 사랑》
- 《향 전》
- 《현대인》
- 《혈보산천》
- 《화분》
- 《화조》
- 《효녀 심청》
- 《흑객》
- 《흑매》
- 《흑수도》

## 참고 자료
- KOFIC 영화데이터베이스

## 같이 보기
- 대한민국의 영화